# ベンゾピラン
ベンゾピラン (benzopyran) は分子式C9H8Oを持つ有機化合物であり、ベンゼンとピランが縮環した構造を持つ含酸素複素環式化合物である。縮環した位置により、ベンゾピランには1-ベンゾピラン (クロメン, chromene) と2-ベンゾピラン (イソクロメン, isochromene) に分類でき、これらは互いに構造異性体の関係にある。飽和炭素 (二重結合を持たない炭素) の位置を考慮すればさらに多くの構造異性体が挙げられる。主なベンゾピランは下表のとおりである。
| ベンゾピラン |                   |                   |                   |                   |                |
| IUPAC名      | 2H-クロメン       | 4H-クロメン       | 1H-イソクロメン   | 3H-イソクロメン   |                |
| 別称         | 2H-1-ベンゾピラン | 4H-1-ベンゾピラン | 1H-2-ベンゾピラン | 3H-2-ベンゾピラン |                |
| 構造式       | 2H-クロメン       | 4H-クロメン       | 1H-イソクロメン   | 3H-イソクロメン   |                |
| 分子式       | C9H8O             | C9H8O             | C9H8O             | C9H8O             | C9H8O          |
| 分子量       | 132.16 g·mol−1    | 132.16 g·mol−1    | 132.16 g·mol−1    | 132.16 g·mol−1    | 132.16 g·mol−1 |